# Enna II mac Daire
Enna II mac Daire – legendarny król Ulaidu z dynastii Milezjan (linia Ira, syna Mileda) w latach 160-157 p.n.e. Syn Daire’a, syna Conchobara II Maola („Łysego”), króla Ulaidu.
Objął tron po swym kuzynie, Mochtcie mac Murchaid. Informacje o nim czerpiemy ze źródeł średniowiecznych, np. „Laud Misc. 610”, gdzie zanotowano na jego temat: Énna m[a]c Dare m[ei]c Conc[h]ob[uir] .iii. blī[adn]a (fol. 107 a 31). Podano tutaj małymi literami rzymską cyfrę III, oznaczającą trzy lata rządów nad Ulaidem z Emain Macha. Natomiast błędnie podało Eochaida II Salbuide, panującego dużo później, zamiast Rudraige’a I Mora („Wielkiego”) mac Sithrige, jako jego następcę na tronie Ulaidu.